# Luis Bronstein
Luis Marcos Bronstein (Córdoba, provincia de Córdoba, 2 de junio de 1946 - Buenos Aires, 8 de enero de 2014) fue un Maestro Internacional de ajedrez argentino.

## Resultados destacados en competición
En 1965 se consagró campeón juvenil argentino en San Nicolás y ganó el torneo Internacional de Ajedrez de Gijón. Ese año representó a la Argentina en el Campeonato Mundial Juvenil de Ajedrez.
Fue subcampeón de Argentina del año 1982 en Buenos Aires, tras el desempate con los jugadores Juan Carlos Hase, Jorge Gómez Baillo, Daniel Cámpora y Jorge Rubinetti (quien se consagró campeón) disputado en mayo de 1983 en Catamarca.
Participó representando a Argentina en tres Olimpíadas de ajedrez: Haifa 1976, Buenos Aires 1978 y Lucerna 1982, logrando en 1976 la medalla de bronce individual en el segundo tablero reserva